# Ernie Caceres

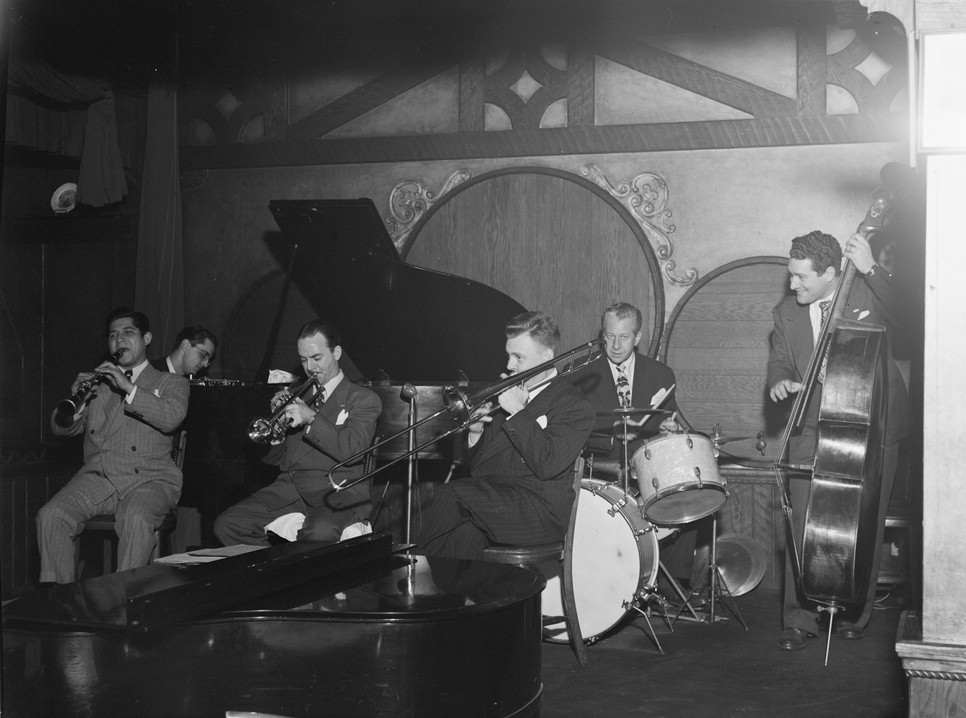
Ernie Caceres (links) met Bobby Hackett, Freddie Ohms en George Wettling in Nick's, circa 1947 (foto William Gottlieb)

Ernesto "Ernie" Caceres (Rockport, 22 november 1911 - San Antonio, 10 januari 1971) was een Amerikaanse jazz-klarinettist en saxofonist.
Caceres kwam uit een muzikale familie: zijn broer Emilio was een norteño-violist en broer Pinero was een trompettist en pianist. Twee ooms waren jazzmuzikanten in Houston. Zijn eerste professionele werk kwam in 1928, toen hij lokale bands in Texas actief was. Hij en Emilio speelden als sessiemuzikant in Detroit en New York. In 1938 werd Caceres lid van de band van Bobby Hackett. Daarna was hij een veelgevraagde sideman: hij speelde bij Jack Teagarden (1939) en van 1940 tot september 1942 in het orkest van Glenn Miller, waarmee hij verscheen in de films "Sun Valley Serenade" (1941) en "Orchestra Wives" (1942). In de jaren erna werkte hij in de bands van Benny Goodman, Woody Herman en Tommy Dorsey. Ook speelde hij met Billy Butterfield en Eddie Condon.
In 1949 had hij een eigen kwartet, waarmee hij speelde in Hickory Log in New York. Hij speelde met het orkest van Gary Moore (veel optredens op televisie) en, opnieuw, met Bobby Hackett. In het begin van de jaren zestig werkte hij weer samen met Billy Butterfield. In 1964 ging hij terug naar Texas, waar hij van 1968 tot aan zijn overlijden een band had met broer Emilio.
Naast opnames met Glenn Miller werkte Cacares mee aan opnames van onder meer Louis Armstrong, Sidney Bechet, Roy Eldridge, Dizzy Gillespie, Hot Lips Page en Frank Sinatra.